# Въглищарство
Въглищàрство (кюмюрджийство) е занаят за производство на дървени въглища.
Въглищарство е упражнявано широко през 18 и 19 век навсякъде из България и особено в планинските райони. С него се занимават обикновено по-бедните селяни, които нямат друго препитание. До Освобождението 1878 г. въглищарството е силно развито в планините Осогово, Алиботуш, Пирин и в някои от предпланинските райони на Родопите, в Чипровци, Самоков, по средното течение на река Места и другаде във връзка с железодобиването и с развитието на някои занаяти – ковачество, железаро-ковачество, абаджийство, медникарство. Най-силно се развива в Странджа във връзка с железодобиването в Малък Самоков (Демиркьой, Турция) – един от центровете на турската военна индустрия до Руско – турската война 1877 – 1878 г. Дървените въглища се използват и за отопление на дюкяни из чаршиите на градовете, както и за домашни нужди. Въглищарство в Странджанско се упражнява и след прекратяване на железодобиването, но вече дървените въглища се произвеждат за износ – главно за Истанбул. Някои въглищари от Странджа и Източните Родопи упражняват занаята си като гурбетчии в Истанбул. Мнозина от тях остават на постоянно местожителство в селата около града.
Горенето на дървените въглища (букови, дъбови и борови) става в специална яма, наричана жизница, ропа, ропка, турлак и други.
През втората половина на 20 век стопанското и домакинско значение на въглищарството в България значително намалява.